# Gustave Tiffoche
Gustave Tiffoche, né le 23 juillet 1930 à Saint-Nazaire, mort le 25 juillet 2011 à Guérande (Loire-Atlantique), est un céramiste, sculpteur et peintre français.

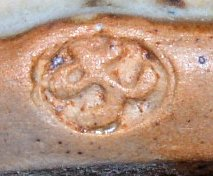
Marque de Gustave Tiffoche.

## Biographie
Après une formation au château de Ratilly avec Norbert Pierlot et à La Borne, Gustave Tiffoche s’installe à Guérande (Loire-Atlantique). Il y développe alors une production en grès émaillé, avec cuisson au bois à 1 300 °C, de vaisselle utilitaire et d’éléments de décoration intérieure (éclairage, claustra, vases, plats). En parallèle, la construction d’un très grand four à bois lui permet de réaliser des sculptures et des pièces monumentales en céramique, dont des fontaines — entre autres au Parc de la Beaujoire, Nantes) ou des pièces pour des paquebots de croisière (Sovereign of the Seas, Renaissance One.
Sa marque d'atelier sur les pièces de vaisselle utilitaire consiste en un monogramme « gt » inscrit dans un cercle, imprimé sur le fond, au bord. Les pièces uniques sont signées par un tampon avec le nom entier et/ou avec la marque d'atelier.

### Formation
Gustave Tiffoche est élève au lycée technique de Saint-Nazaire entre 1945 et 1947, il est éloigné de la ville bombardée fin 1942 dans la région de Clisson comme la plupart des derniers habitants de la ville.
En 1947, il entre aux Chantiers de l'Atlantique, où sa formation de dessinateur industriel lui permet de devenir dessinateur-projeteur et maquettiste durant 16 ans. Il participe à la construction et à la décoration du « Shalom », du « France » et de beaucoup d'autres transatlantiques.
Selon les périodes, avec d'autres membres du bureau, il fait partie des concepteurs des études préliminaires qui réalisaient en amont le projet des navires avec les architectes, les ingénieurs et les armateurs. Il a ainsi travaillé avec l'équipe chargée de la forme des cheminées du France et du profil de sa proue pour le rallonger d'un mètre et en faire le plus grand du monde.
Entre 1947 et 1953, il est élève assidu des cours de peinture de l'école municipale de dessin de la Ville de Saint-Nazaire, dans la classe d'Émile Gautier.

### Sculptures et céramiques
En 1961, Tiffoche fait sa première approche de la poterie chez Norbert Pierlot, à Ratilly. Cette année-là la galerie du Château expose les grands noms de la céramique mondiale : Bernard Leach, Shoji Hamada, Raîja Tuumi, A.Cumella, Daniel de Montmollin, Georges Jouve, M. et Y. Mohy, Jean et Jacqueline Lerat, De Vinck. Il fera connaissance et se liera d'amitié au cours de son parcours avec plusieurs d'entre eux.
Deux ans plus tard, il installe son atelier à Guérande. Il commence à produire des pièces uniques parallèlement à une production de pièces utilitaires et construit son premier four à bois en 1963.
1966 voit sa première participation à une exposition de céramiques, à l'hôtel de Sens à Paris, puis à la Maison de la Culture de Caen, « Les Potiers contemporains ».
Il organise sa première exposition personnelle de céramiques en 1968 à la galerie "Michel Columb" de Marie-Jo Marot à Nantes. Sur les murs, les toiles sont de Gaston Chaissac. Les expositions se suivent à partir de cette époque, dans toute la France et à l’étranger : Stuttgart en 1969, Montréal en 1970, Munich en 1971, Faienza en 1972, Dakar en 1984 et Sarrelouis en 1994. Parallèlement des expositions régulières à la Galerie "convergence" à Nantes permettent de suivre les évolutions et les questionnements du peintre.
Il réalise une fontaine monumentale en céramique pour l'IUT de Saint-Nazaire en 1981. D’autres œuvres monumentales en grès suivront à La Roche-sur-Yon, Niort, Melle, Rennes, Bouaye, IRESTE de Nantes, etc.
Entre 1970 et 1985, de nombreux jeunes céramistes sont venus apprendre ou se perfectionner dans leur métier, ou encore ont directement collaboré avec lui en travaillant dans son atelier. Parmi eux, on peut noter : Jorgen Hansen (Danemark), Miguel Bosh (Espagne), Micki (Doherty) Schoessingk (Royaume-Uni), Jacques Fleuret, Pascal Castagnet, Odile Maisonneuve, Françoise Dufayard (France), Suzanne Schurch, Édouard Kohler, Pia Koller (Suisse).

### Œuvre picturale
En 1973, parallèlement à son travail de céramiste, il reprend la peinture qu'il n'a jamais abandonné en fait.
Il participe depuis à de nombreuses expositions en groupe, avec le groupe de peintres nantais « Archipel », initié par Michel Noury, entre autres, ou individuellement.
En 1977, première exposition personnelle de peinture à la galerie Convergence de Nantes où il exposera régulièrement ensuite. Parallèlement, durant l'été, pendant une dizaine d'années, de nombreux artistes peintres et plasticiens se retrouvent et exposent leurs œuvres dans le village du Petit Poissevin.
Ses peintures relèvent de l'abstraction lyrique, ses œuvres évoluent en mêlant abstraction et réalisme, et cheminent vers une figuration libre.
En 1987, il est nommé professeur à l'École d'art plastique de Saint-Nazaire, Il y enseigne jusqu'en 1990.
Gustave Tiffoche est chevalier de l'ordre des Arts et des Lettres.

## Collections publiques
- Fonds régional d'art contemporain de Bretagne
- Musée de Guérande : peintures, dessins, sculptures en terre cuite, poterie
- Musée de la Ville de Saint-Nazaire[3].
- Musée des beaux-arts de Nantes
- Archives départementales de la Loire-Atlantique